# Consiglio presidenziale (Libia)
Il Consiglio presidenziale libico (in arabo المجلس الرئاسي‎?, al-Majlis ar-Rīʾāsiy) è un organo collegiale del sistema politico libico che svolge le funzioni di capo di Stato e comandante in capo delle Forze armate libiche. È composto da tre membri (rappresentanti delle tre regioni storiche libiche, ovvero Cirenaica, Fezzan e Tripolitania) di cui un presidente e due vicepresidenti.
Dal 15 marzo 2021 il Consiglio è presieduto da Mohamed al-Menfi con Abdullah al-Lafi e Musa al-Koni come vicepresidenti.

## Storia
Il Consiglio presidenziale libico è stato istituito ai sensi dell'accordo di Skhirat del 17 dicembre 2015, firmato dai membri della Camera dei rappresentanti e del Nuovo Congresso nazionale generale, che prevedeva la creazione di un consiglio presidenziale composto da nove membri e di un governo di unità nazionale composto da 17 membri.
Il primo Consiglio presidenziale entrò in carica il 30 marzo 2016, venendo presieduto da Fayez al-Sarraj; gli altri componenti erano: Musa al-Koni, Fathi al-Majbari, Abdulsalam Kajman, Ahmed Maiteeq e Ali Faraj Qatrani come vicepresidenti oltre che Omar al-Aswad, Ahmad Hamza al-Mahdi e Mohammed Ammari come ministri.
Successivamente nel febbraio 2021 74 delegati delle Nazioni Unite  hanno eletto un nuovo Consiglio presidenziale formato da tre membri (uno per ogni regione storica della Libia): Mohamed al-Menfi (Cirenaica), Abdullah al-Lafi (Tripolitania) e Musa al-Koni (Fezzan). Tale composizione è stata confermata il 10 marzo successivo dalla Camera dei rappresentanti.